# Kurilohadalia
Kurilohadalia is een geslacht van weekdieren uit de klasse van de Gastropoda (slakken).

## Soorten
- Kurilohadalia brevis Sysoev & Kantor, 1986
- Kurilohadalia elongata Sysoev & Kantor, 1986